# Puccinellia leiolepis
Puccinellia leiolepis là một loài thực vật có hoa trong họ Hòa thảo. Loài này được L.Liou miêu tả khoa học đầu tiên năm 1987.